# Dave Matthews Band
A Dave Matthews Band (vagy DMB), egy amerikai rockzenekar, amit 1991-ben alapítottak a virginiai Charlottesville-ben. Az alapító tagok Dave Matthews (ének-dalszerző-gitár), Stefan Lessard (basszusgitár), Boyd Tinsley (hegedű), Carter Beauford (dob) és LeRoi Moore (szaxofon) voltak.
2008 augusztusában LeRoi Moore egy ATV balesetben életét vesztette. Helyét azóta is a Béla Fleck és a Flecktones Grammy-díj-nyertes szaxofonistája Jeff Coffin tölti be. Rashawn Ross és Tim Reynolds szintén teljesértékű turnétagok lettek. A különböző műfajokban - köztük a jazz, a klasszikus, a soul, a rock,  és hiphop - jeleskedő zenészek egy zenekarba olvadásával olyan eklektikus hangzás jött létre amely emberek ezreit tette a DMB rajongójává.
A zenekar leginkább a hosszú nyári amerikai és európai turnéjairól, a dalaik a jellemezően hosszú improvizációs részekről ismertek, amiket bonyolult videó és fényeffektek kísérnek. A zenekar legújabb albuma a Big Whiskey and the GrooGrux King első helyen nyitott a Billboard 200-on, ami a zenekar ötödik egymást követő első helyes debütálása.

## Diszkográfia

### Stúdióalbumok
- Under the Table and Dreaming (1994)
- Crash (1996)
- Before These Crowded Streets (1998)
- Everyday (2001)
- Busted Stuff (2002)
- Stand Up (2005)
- Big Whiskey and the GrooGrux King  (2009)
- Away from the World (2012)
- Come Tomorrow (2018)
- Walk Around the Moon (2023)

### Koncertalbumok
- Remember Two Things (1993)
- Recently - EP (1994)
- Live at Red Rocks 8.15.95 (1997)
- Listener Supported (1999)
- Live at Luther College (Dave Matthews and Tim Reynolds) (1999)
- Live in Chicago 12.19.98 (2001)
- Live at Folsom Field, Boulder, Colorado (2002)
- The Central Park Concert (2003)
- The Gorge (2004)
- Weekend on the Rocks (2005)
- Live at Radio City (Dave Matthews and Tim Reynolds) (2007)
- Live at Piedmont Park (2007)
- Live at Mile High Music Festival (2008)
- Europe 2009 (2009)
- Live in Las Vegas (Dave Matthews and Tim Reynolds) (2010)

### Válogatásalbumok
- The Best of What's Around Vol. 1 (2006)

## További
- Hivatalos honlap